# لحام بالمونة

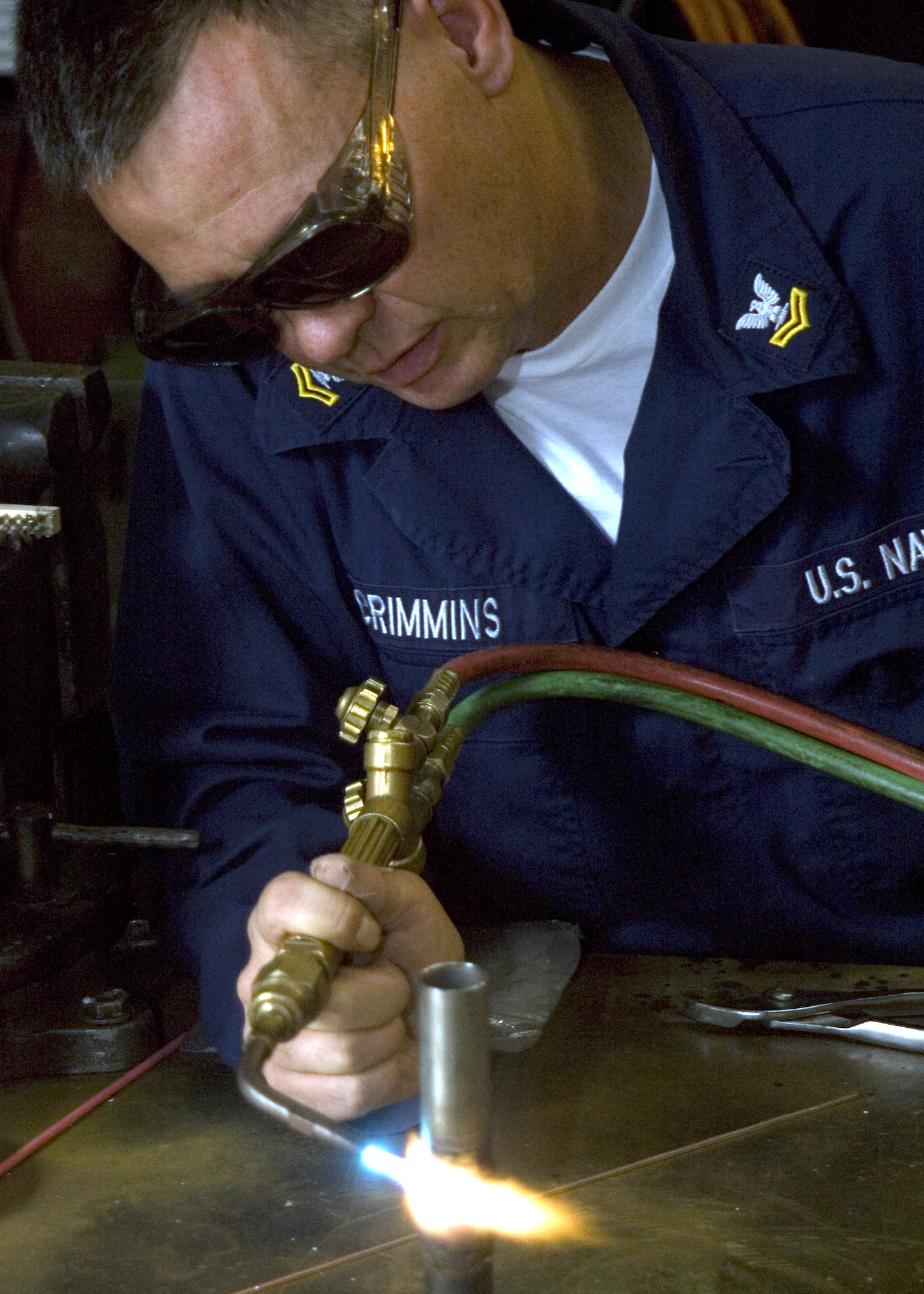
عامل يستخدم طريقة اللحام بالمونة في الصناعة

اللحام بالنحاس أو اللحام بالمونة أو التنحيس أو لحام لأمي هو مجموعة طرق لحام بالحرارة بالتسخين إلى درجات حرارة مناسبة أعلى من 800 وباستعمال معدن إضافي لا حديدي، درجة حرارة انصهاره أقل من درجة حرارة انصهار المعدن الأصلي. ويتوزع المعدن الإضافي من سطحي الوصلة بالتجاذب الشعري.